# Jan Nepomucen Potocki (1867–1942)
Jan Nepomucen Potocki h. Pilawa (ur. 29 kwietnia 1867 w Oleszycach, zm. 13 marca 1942 w Rymanowie-Zdroju) – hrabia, właściciel Zakładu Zdrojowego w Rymanowie, poseł do Rady Państwa i Sejmu Krajowego Galicji, działacz społeczny.

## Życiorys
Syn Stanisława Antoniego Potockiego i Anny z Działyńskich Potockiej. Ożeniony w 1882 r. w Krakowie z Różą Marią Wodzicką (1868–1902) córką hrabiego Kazimierza Wodzickiego (1816–1889), pisarza, ziemianina, ornitologa – posła. Z nią Jan miał czworo dzieci, m.in.:
- Teresę Jadwigę Potocką – zamężną za Kazimierzem Władysławem Mniszkiem Tchorznickim i Jerzym Skrzyszowskim.
- Aleksandra Klemensa Potockiego – ożenionego z Elżbietą Antoniną Trzeciecką z Miejsca Piastowego
- Jadwigę z Potockich Grabińską – zamężną za Stanisławem Bohdanem Grabińskim z Walewic.

Jan Nepomucen w 1905 poślubił w Przemyślu Marię Szajer (1879–1969), z którą miał: Ignacego Potockiego (1906–1994) dr. inż. balneologa, Jana Potockiego (mieszkał potem w Szwecji) i córki: Zofię Marię z Potockich Mańkowską, Marię z Potockich Jordan Stojowską.
W trakcie IX kadencji (1897–1900) Rady Państwa, po śmierci posła Józefa Wiktora, został wybrany na jego miejsce 7 czerwca 1899. W grudniu 1900 został wybrany posłem z kurii IV wiejskiej do Rady Państwa X kadencji (1901–1907). W 1913 został wybrany posłem z kurii IV wiejskiej Sanok do Sejmu Krajowego Galicji ostatniej (jednorocznej) X kadencji (1913–1914). Od 1903 był członkiem Rady c. k. powiatu sanockiego, wybrany z grupy większych posiadłości, pełnił funkcję zastępcy członka wydziału powiatowego, ponownie wybrany od 1907 nadal był zastępcą członka wydziału powiatowego, wybrany ponownie w wyborach w 1912 z grupy gmin wiejskich, pierwotnie przegrał wówczas z Kazimierzem Laskowskim wybory na stanowisko prezesa (marszałka) rady powiatowej, zaś około 1913 objął tę funkcję.
Był członkiem oddziału sanocko-lisko-krośnieńskiego C. K. Towarzystwa Gospodarskiego we Lwowie. 23 listopada 1905 został wybrany przewodniczącym zarządu powiatowego w Sanoku Towarzystwa „Kółek Rolniczych” z siedzibą we Lwowie i pełnił funkcję w kolejnych latach. Według stanu z początku 1906 Jan Potocki posiadał cztery obszary dworskie na obszarze powiatu sanockiego. W 1911 był właścicielem tabularnym dóbr Posada Górna (266 ha), Wólka (91 ha), Wołtuszowa (489 ha). Według stanu z 1914 był prezesem Krajowego Związku Zdrojowisk i Uzdrowisk we Lwowie, a w strukturze tegoż był prezesem sekcji turystycznej i II wiceprezesem Własnego Galicyjskiego Zakładu Kredytowego. Pełnił funkcję prezesa założonego w 1929 sanockiego koła Polskiego Towarzystwa Tatrzańskiego. W latach 20. zasiadł w radzie Komunalnej Kasy Oszczędności w Sanoku. Został wiceprezesem zarządu powołanego 10 stycznia 1931 Podkarpackiego Związku, zrzeszającego przemysłowców naftowych. Do 1934 był członkiem zarządu sanockiego oddziału Polskiego Czerwonego Krzyża. 
Jan Nepomucen był uzdolnionym myśliwym – jest posiadaczem rekordu Polski dotyczącego liczby strzelonych rysi (12 sztuk), w tym 3 sztuki strzelone trypletem (trzema strzałami z trzech luf drylinga). Był także właścicielem jednego z pierwszych w Galicji samochodów – austriackiego Lesdorfa z 1892 roku. Był inicjatorem budowy dróg w regionie w latach 30. W tym celu stworzył tzw. „święto pracy” – ideę, w myśl której poświęca się dobrowolnie przynajmniej jeden dzień w roku w ramach pracy społecznej na rzecz wykonania ważnego dzieła w infrastrukturze okolicy miejsca zamieszkania (budowano tak drogi, domy ludowe, kaplice, mosty, kładki itp.). Kilka odcinków dróg otwarto podczas Zjazdu Górskiego w Sanoku w sierpniu 1936. Przekazywał budulec celem wznoszenia szkół, remiz strażackich czy mostów.
Pisarz Kalman Segal w swojej powieści pt. Nad dziwną rzeką Sambation, napisanej w 1955 i wydanej w 1957, zawarł odniesienia do Jana Potockiego i jego inicjatywy „święta pracy”.

## Ordery i odznaczenia
- Krzyż Oficerski Orderu Odrodzenia Polski (9 listopada 1931)[39]